# Evliya-Çelebi-Weg
Der Evliya-Çelebi-Weg folgt als Weitwanderweg und Kulturroute den Spuren des türkisch-osmanischen Schriftstellers Evliya Çelebi, der 1671 auf seinem Weg nach Mekka den Nordwesten der heutigen Türkei durchquert hat. Evliya Çelebi hat in über 40 Jahren das Osmanische Reich sowie angrenzende Regionen bereist und der Nachwelt ein zehnbändiges Werk über seine Abenteuer in der Fremde hinterlassen, das Seyahatnâme (Reisebuch).

## Wegverlauf
Der Evliya-Çelebi-Weg verläuft über etwa 600 km durch den Nordwesten der Türkei und richtet sich sowohl an Wanderer wie Radfahrer und Reiter. Der Start befindet sich im Dorf Hersek nahe der Stadt Altınova an der Südküste des Golfs von İzmit und folgt Evliyas Pilgerweg über İznik, Yenişehir, İnegöl, Kütahya (die Stadt seiner Vorfahren), Afyonkarahisar, Uşak und Eski Gediz nach Simav. Die Metropolregion Istanbul, von wo er 1671 gestartet ist, wird vom Weg aufgrund starker Industrialisierung und Besiedlung gemieden.
Der Evliya-Çelebi-Weg wurde im Herbst 2009 im Rahmen einer sechswöchigen explorativen Tour von einer Gruppe türkischer und britischer Wissenschaftler und Autoren erstmals begangen. Im Sommer 2010 wurde der genaue Verlauf der Wander- und Bikeroute festgelegt. Die Einweihung erfolgte 2011 im von der UNESCO ausgerufenen Evliya-Çelebi-Jahr zu Ehren seines 400. Geburtstags. Ein Führer zur Route ist in Englisch und Türkisch erschienen und enthält neben praktischen Hinweisen zur Benutzung des Wegs Informationen zu Architektur und Geschichte sowie Evliyas Beschreibungen der Orte zu seiner Zeit.

## Die Kulturrouten der Türkei
Der Evliya-Çelebi-Weg ist eine der jüngst gegründeten Kulturrouten in der Türkei. Als erster markierter Weitwanderweg der Türkei entwickelte sich der Lykische Weg seit seiner Gründung 1999 zu einer der populärsten Kultur- und Wanderrouten Europas. Seit Beginn der Nullerjahre ist in der Türkei eine Vielzahl weiterer Wege entstanden, die zu Fuß, mit dem Fahrrad oder per Pferd erkundet werden können. Die als Kulturrouten bezeichneten Wege folgen alten Handelswegen oder orientieren sich an Spuren berühmter Reisender. So ist z. B. der Sultans Trail im thrakischen Teil der Türkei der erste Abschnitt einer 2100 km langen Route von Istanbul nach Wien, die eine 141-tägige militärische Expedition des Sultans Süleyman im Jahre 1529 nachzeichnet. Der Paulusweg, der wenige Kilometer östlich von Antalya mit 500 km Gesamtstrecke zum Eğirdir-See und weiter bis zum antiken Antiochia verläuft, folgt dem Weg des Apostels Paulus. Die Routen wurden mit dem Ziel entwickelt, das kulturelle Erbe der Türkei Trekkern und anderen Wegnutzern „im Vorbeigehen“ zugänglich zu machen. Der im Jahr 2012 gegründete Verband der Kulturrouten in der Türkei ist eine Non-Profit-Organisation, in der sich die Gründer der Routen mit lokalen Reiseveranstaltern, Pensionsbetreibern und weiteren Partnern zusammengeschlossen haben. Ziel des Verbandes ist es, die Wege im Sinne eines nachhaltigen Tourismus zu entwickeln, sowie die Routen für zukünftige Generationen zu erhalten.